# Пасси (станция метро)
«Пасси» (фр. Passy) — станция 6 линии парижского метрополитена, расположенная в XVI округе.

## Местоположение
Станция находится на улице Альбони (между сквером Альбони, площадью Коста Рики и авеню Президента Кеннеди). В силу того что станция была сооружена на холме, она подземная в западной части, а в восточной — надземная.

## Происхождение названия
Название станции происходит от деревушки Пасси, некогда включённой в состав Парижа. Недалеко от станции находится улица Пасси.

## История
Станция была открыта 6 ноября 1903 года, в ту пору она являлась конечной станцией второй линии, затем 24 апреля 1906 года был открыт перегон через Сену на левый берег в ходе строительства продолжения ветки до площади Италии.
Пассажиропоток на станции по входу в 2011 году, по данным RATP, составил 3 918 954 человек. В 2013 году этот показатель снизился до 3 908 764 пассажиров (130 место по уровню входного пассажиропотока в Парижском метро)

## Достопримечательности
- Мост Бир-Хакейм, пешеходный и автомобильный, построенный в 1906 году, образует надземный перегон Пасси-Бир Хакейм шестой линии метро. С него открывается вид на Эйфелеву башню. Мост также известен по фильму Бернардо Бертолуччи «Последнее танго в Париже».
- Дом французского радио, 750 метров на юг.
- Музей вина (5, square Charles Dickens)
- Дом-музей Оноре де Бальзака по адресу 47, улица Рэнуар (450 метров на юг)

## Галерея

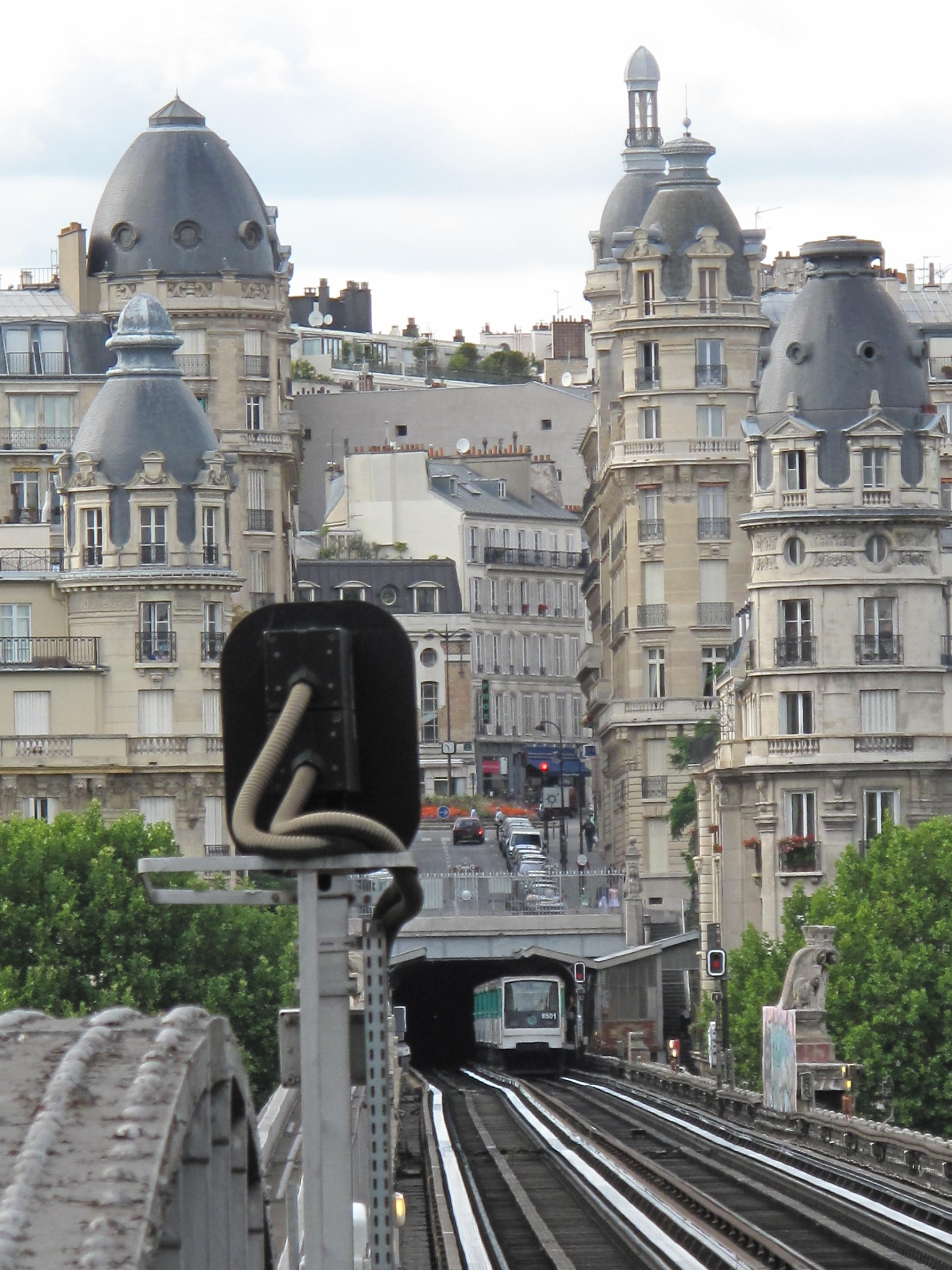
Вид на станцию с моста
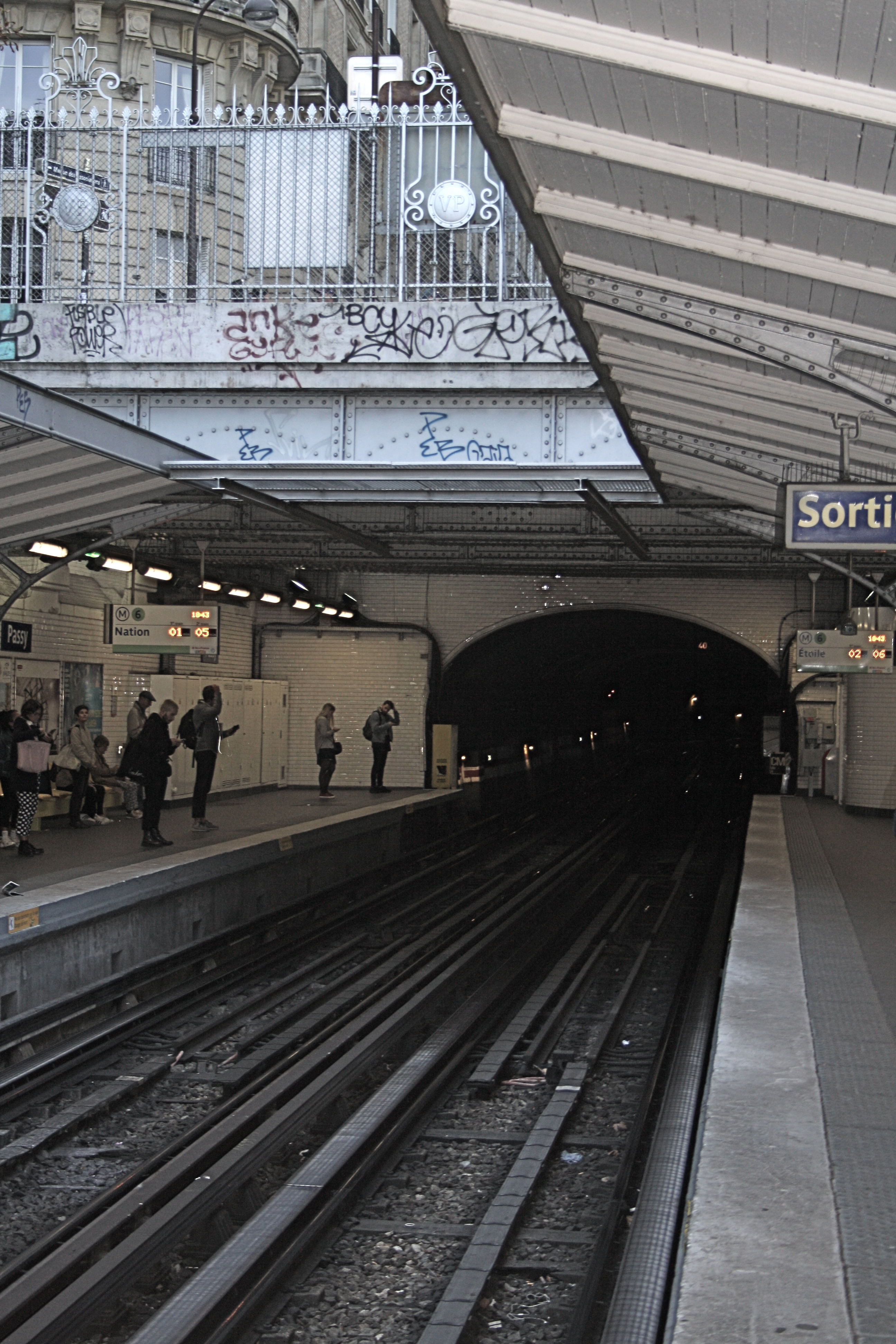
Подземная часть станции
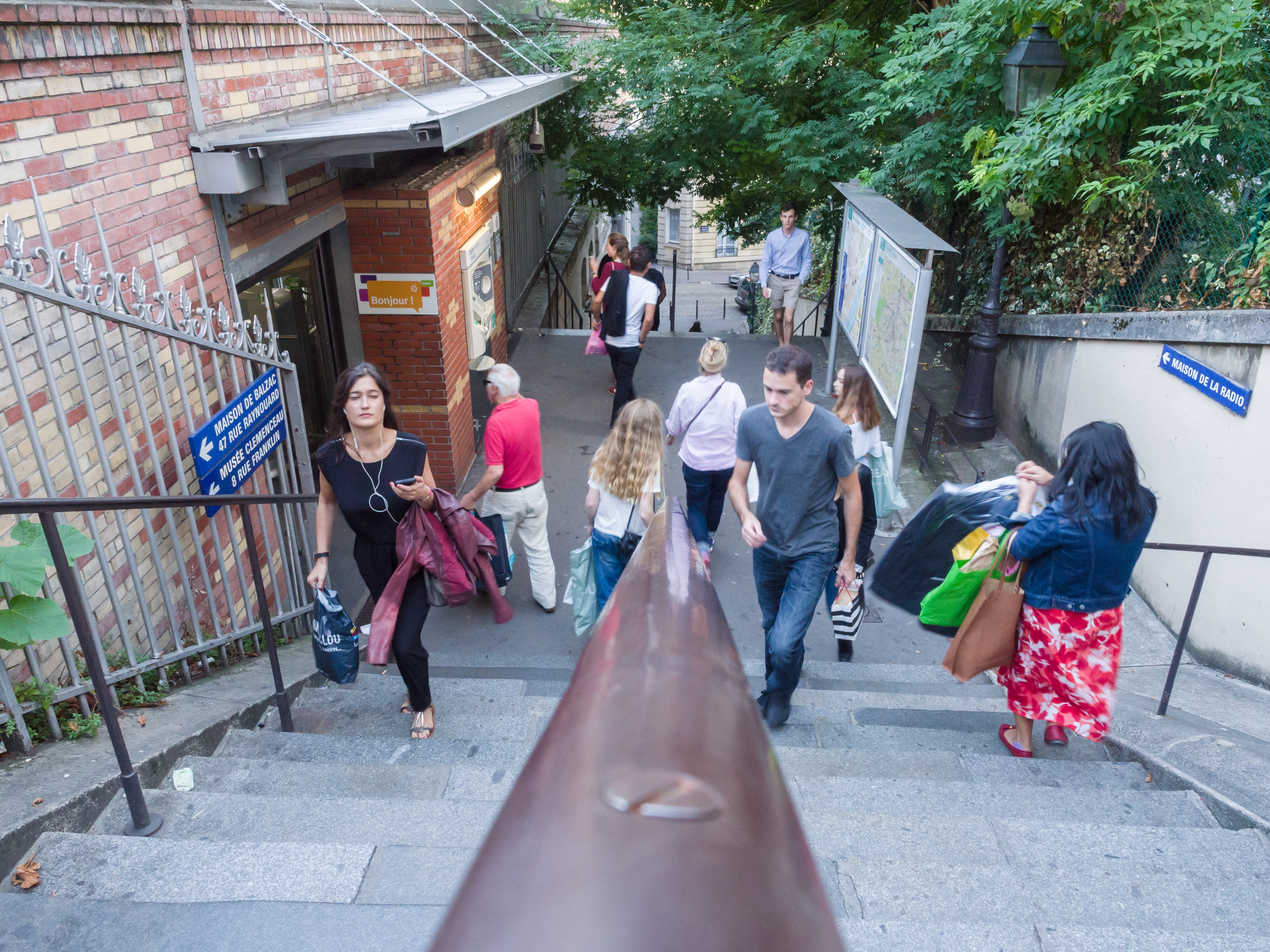
Вход на станцию